# Dobroț
Dobroț – wieś w Rumunii, w okręgu Hunedoara, w gminie Tomești. W 2011 roku liczyła 135 mieszkańców.